# Saint-Laurent, Haute-Savoie
Saint-Laurent är en kommun i departementet Haute-Savoie i regionen Auvergne-Rhône-Alpes i sydöstra Frankrike. Kommunen ligger i kantonen La Roche-sur-Foron som tillhör arrondissementet Bonneville. År 2022 hade Saint-Laurent 836 invånare.

## Befolkningsutveckling
Antalet invånare i kommunen Saint-Laurent
| Referens: INSEE |